# 2000년 하계 올림픽 수영
2000년 하계 올림픽 수영 경기는 2000년 9월 16일부터 9월 23일까지 오스트레일리아 시드니에서 열렸다.

## 세부종목
2000년 시드니 올림픽의 세부종목은 다음과 같다:
- 자유형: 50m, 100m, 200m, 400m, 800m (여자), 1500m (남자)
- 배영: 100m, 200m
- 평영: 100m, 200m
- 접영: 100m, 200m
- 개인혼영 :200m, 400m
- 릴레이 경기: 400m 자유형 계주, 800m 자유형 계주, 400m 혼계영